# Энмыкай
Энмыка́й (Энмынкэй) — невысокий мыс на арктическом побережье Чукотского моря, у западного входа лагуны Рыпильгын. Относится к Иультинскому району Чукотского автономного округа России. Ближайший населённый пункт — посёлок Ленинградский.
Название в переводе с чукот. — «маленькая скала».
На мысе установлен навигационный световой знак. Близ мыса Энмыкай располагалось одноимённое чукотское стойбище.

## Топографические карты
- Лист карты R-60-XXIII,XXIV Ленинградский. Масштаб: 1 : 200 000. Состояние местности на 1981 год. Издание 1987 г.
- Лист карты R-60-В,Г Полярный. Масштаб: 1 : 500 000. Состояние местности на 1986 год.